# بطحيش كبير الشفة
بطحيش كبير الشفة (الاسم العلمي: Cyprinodon labiosus) (بالإنجليزية: Thicklip pupfish)‏ هو نوع من الأسماك يتبع جنس البطحيش من الفصيلة البطحيشية.